# Sophie von Dönhoff

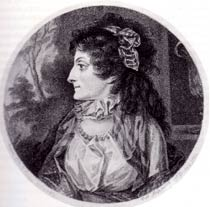
Sophie Gräfin Dönhoff

Gräfin Sophie Juliane Friederike von Dönhoff (* 17. Oktober 1768 in Beynuhnen in Ostpreußen; † 28. Januar 1834 auf dem Gut Beerbaum im damaligen Landkreis Oberbarnim) war in morganatischer Ehe mit dem preußischen König Friedrich Wilhelm II. vermählt.

## Leben
Sophie von Dönhoff, Tochter von Graf Friedrich Wilhelm von Dönhoff (* 8. Februar 1723; † 1. Dezember 1774) und dessen Ehefrau Sophie Charlotte von Langermann (* 16. Mai 1740; † 31. August 1793), Tochter des Generals Adolf Friedrich von Langermann,  war eine begabte Pianistin und Sängerin. Sie kam 1789 als Hofdame der Königin Friederike Luise an den preußischen Hof. Bald fiel sie dem König auf, dessen morganatische Ehefrau Julie von Voß im März des Jahres verstorben war. Nur ein Jahr nach Julies Tod wurde Sophie von Dönhoff am 11. April 1790 in der Charlottenburger Schlosskapelle dem preußischen König Friedrich Wilhelm II. zur linken Hand angetraut. Sie wurde wegen ihrer jugendlichen Gestalt bei Hof „Hebe“ genannt. 
Starke Differenzen zwischen den Eheleuten führten bereits im Juni 1792 zur Trennung. Der König stand zu diesem Zeitpunkt unter dem Einfluss von Hans Rudolf von Bischoffwerder und seiner ehemaligen Mätresse Wilhelmine Enke. Sophie von Dönhoff versuchte, diese Beziehungen zu schwächen. Friedrich Wilhelm wiederum wies ihre Einmischungen, besonders in politische Angelegenheiten, zurück. Ihr Zeitgenosse Anne-Henri Cabot de Dampmartin urteilte 1811: „Die Gräfin Dönhoff fesselte durch jenes Zusammenspiel von Reizen, Liebenswürdigkeit, Capricen und Launen, welche die Leidenschaften noch mehr entflammen. Sie meinte aber, es stehe ihr zu, gleich einer Herrscherin mitzureden. Das aber liebte der König nicht. Trotz seiner Artigkeit gegen die Frauen fühlte er sich doch als Herrscher. Seiner Würde vergab er nichts. Die Dönhoff spielte die Souveränin. Der König dagegen hasste es, mit Damen über Politik zu diskutieren.“
Obwohl die Ehe nur kurz andauerte, entstammten ihr zwei Kinder:
- Friedrich Wilhelm von Brandenburg (1792–1850), später preußischer Ministerpräsident
- Sophie (Julie) Gräfin von Brandenburg (1793–1848), verheiratet mit Herzog Ferdinand von Anhalt-Köthen.

Ausgestattet mit einer Jahrespension von 8.000 Talern ging Gräfin Dönhoff zunächst nach Neuchâtel im preußischen Fürstentum Neuenburg in der Schweiz, wo 1793 ihre Tochter zur Welt kam. Im Jahr darauf verkaufte sie ihre ererbten Anteile der ostpreußischen Güter für 162.000 Taler an ihre Schwester und zog nach Angermünde. Im Jahr 1795 konnte sie dort ihr eigenes für sie errichtetes Landhaus beziehen, das von einem prächtigen Park umgeben war. Der temperamentvollen Frau genügte das Leben in der Provinzstadt auf Dauer nicht. Sie suchte nach einem Wirkungskreis, wo sie entsprechende Bestätigung und Ablenkung finden konnte. Im Jahr 1805 erwarb Gräfin Dönhoff für 106.000 Taler das Gut Beerbaum im Landkreis Oberbarnim (heute Gemeinde Heckelberg-Brunow im Landkreis Märkisch-Oderland) und widmete sich dem Gutsbetrieb. 1817/1818 ließ sie sich dort ein Gutshaus erbauen. Über das einzige von acht Enkelkindern, das sich verheiratete, kam das Gut schließlich an die Grafen Pückler.
Sophie Juliane von Dönhoff wurde auf dem Kirchhof zu Beerbaum bestattet. Zu DDR-Zeiten verfielen Grab und Friedhof. Im Oktober 2010 wurde eine neue Grabplatte in Anwesenheit von Nachkommen der Gräfin enthüllt. Die neue Grabplatte wurde vom Künstler Otto Schack mit historischen Lettern und Wappen gestaltet und von dessen Sohn in Marmor graviert.
Am 17. Oktober 2012, ihrem 244. Geburtstag, wurde in Beerbaum eine Gedenktafel im Rahmen des Projektes „Frauenorte“ enthüllt.